# Oulactis cincta
Oulactis cincta is een zeeanemonensoort uit de familie van de Actiniidae. De wetenschappelijke naam van de soort is voor het eerst geldig gepubliceerd in 1909 door Stuckey.